# Zvartnots
Zvartnots (armeniska: Զվարթնոց, "himmelska änglarna") är en stad i provinsen Armavir i Armenien, omkring 10 km väster om landets huvudstad Jerevan och halvvägs till Etjmiadzin.
Strax utanför Zvartnots ligger Armeniens, och även hela Kaukasiens största flygplats, Zvartnots internationella flygplats.

## Katedralen i Zvartnots
Mellan år 643 och 652 uppförde katholikos Nerses III (kallad byggaren) den majestätiska Sankt Georgkatedralen på platsen där ett möte mellan kung Trdat IV och Gregorius Upplysaren antogs ha ägt rum. Kyrkan raserades av en jordbävning år 930 och förblev begravd tills den återupptäcktes i början av 1900-talet. Platsen grävdes ut mellan 1900 och 1907, vilket avtäckte katedralens grunder och resterna av katholikosens palats och vinodling.
Interiören i den freskdekorerade kyrkan har formen av ett grekiskt kors med tre sidoskepp, medan exteriören var en 32-sidig polygon som på avstånd såg ut att vara cirkelrund. Toros Toramanjan arbetade med de första utgrävningarna och kom fram till att byggnaden hade tre våningar. 
Några källor hävdar att Zvartnots katedral är avbildad på berget Ararat i en av freskerna på Sainte-Chapelle i Paris. Detta är dock inte sannolikt, då fresken målades mer än 300 år efter att katedralen rasat.
Katedralen i Zvartnots blev år 2000, tillsammans med kyrkorna i Etjmiadzin, ett världsarv.
En teckning på katedralen avbildades på Armeniens första 100-dramsedel och finns att beskåda på historiska museet i Jerevan.